# Habitatge al carrer de Santa Anna, 23 (Tortosa)
L'Habitatge al carrer de Santa Anna, 23 és una obra del municipi de Tortosa (Baix Ebre) inclosa en l'Inventari del Patrimoni Arquitectònic de Catalunya.

## Descripció
Es tracta d'una casa entre mitgeres d'uns 5 metres de façana. Consta de planta, entresòl, tres pisos i golfes. La planta és només d'accés, amb una gran porta que agafa, en alçada, tot l'entresòl. Aquesta és de mig punt i té a cada banda finestres corresponents a estances auxiliar (l'entrada té una finestra que correspon a l'entresòl; estructura molt comuna en el segle xix però molt poc conservada). A la façana, dels pisos, s'inscriuen dos balcons per nivell. A les golfes hi ha una arcada de set finestrals petits d'arc de mig punt, i sobre un ràfec afegit a manera de cornisa feta amb senzilles motllures, sostingudes amb permòdols petits de color vermell. El parament és de carreus de pedra a la base, mentre els altres sectors són de maó i arrebossat tot adquirint un color groguenc. Per altra banda, el barandat interior de separació és de maons de cantell reforçats, tot i que també són, en puntuals casos, de simple llistons de fusta. L'escala d'accés als pisos resta encaixada en un espai rectangular.

## Història
Forma part del barri de St. Jaume, que junt amb el de Remolins, componien, a l'edat mitjana, el sector jueu de la ciutat. En tot aquest sector abunden molt més els habitatge unifamiliars que no pas els plurifamiliars com aquest.